# استان شمال غرب
استان شمال غرب یکی از ۶ استان کشور ایران بود که در ۱۶ آبان ۱۳۱۶ خورشیدی، با اصلاح قانون تقسیمات کشوری تشکیل گردید. این استان شامل ۶ شهرستان خوی، رضائیه، مهاباد، تبریز، اردبیل و مراغه بود. این تقسیم‌بندی تنها اندکی بیش از ۲ ماه و در فاصلۀ ۱۶ آبان ۱۳۱۶ تا ۱۹ دی ۱۳۱۶ برقرار بود و از آن تاریخ جای خود را به تقسیم‌بندی ۱۰ استانی تازه‌ای داد.

## شهرستان‌ها
| ردیف | شهرستان | دهستان‌های تابعۀ بخش                             | مرکز           |
| ---- | ------- | ----------------------------------------------- | -------------- |
| ۱    | خوی     | ۱- خوی، قطور                                    | خوی            |
| ۱    | خوی     | ۲- ماکو، بیجیک، قره‌قویونلو، چای‌پاره             | ماکو           |
| ۱    | خوی     | ۳-چالدوران، اواجیق، سکمن‌آباد                    | قراعینی        |
| ۱    | خوی     | ۴- چای‌باسار                                     | عرب‌لر          |
| ۲    | رضائیه  | ۱- اطراف شهر، نازلوچای، بگشلوچای، ترگور و مرگور | رضائیه         |
| ۲    | رضائیه  | ۲- شاپور، چهریق، صومای برادوست                  | شاپور          |
| ۲    | رضائیه  | ۳-اشنویه                                        | اشنویه         |
| ۳    | مهاباد  | ۱- اطراف شهر، شهرویران، قراسو                   | مهاباد         |
| ۳    | مهاباد  | ۲- سلدوز، کهنه لاهیجان                          | نقده           |
| ۳    | مهاباد  | ۳-ایل تیمور، تورجان، اخته‌چی                     | بوکان          |
| ۳    | مهاباد  | ۴- سردشت و توابع                                | سردشت          |
| ۳    | مهاباد  | ۵- سقز و بانه                                   | سقز            |
| ۴    | تبریز   | ۱- مواضع خان، اوجان، عباسی، مهران‌رود            | حاجی‌آقا        |
| ۴    | تبریز   | ۲- اسو، ویدهر، دهخوارقان، سرد صحرا              | آذرشهر         |
| ۴    | تبریز   | ۳- رودقات، ارونق، انزاب، شها                    | شبستر          |
| ۴    | تبریز   | ۴- مند، کرکر، یکانات                            | مرند           |
| ۴    | تبریز   | ۵- بدوستان، خانمرود، آلان براغوش                | هریس           |
| ۴    | تبریز   | ۶- اهر، دکله، یافت، ازومدل، ورگهان              | اهر            |
| ۴    | تبریز   | ۷- گرمادوز، میخوان، آنکوت، میشه‌پاره             | خداآفرین       |
| ۴    | تبریز   | ۸- دیزمار، دودانگه، کیوان کلیبر                 | کلیبر          |
| ۴    | تبریز   | ۹- سرآب                                         | سرآب           |
| ۴    | تبریز   | ۱۰- گرمرود، بروانان، کله‌بور، کندوان             | میانج          |
| ۴    | تبریز   | ۱۱- هشترود، قوری‌چای، گرمخواران، قوچکانلو        | آتش‌بیک         |
| ۵    | اردبیل  | ۱- توابع اردبیل                                 | اردبیل         |
| ۵    | اردبیل  | ۲- اوجارود، مغان                                | پیله‌سوار       |
| ۵    | اردبیل  | ۳-مشکین، ارشق                                   | مشکین‌شهر       |
| ۵    | اردبیل  | ۴- نمین، ولگیج، آستارا                          | نمین یا آستارا |
| ۵    | اردبیل  | ۵- خلخال و توابع                                | هراب           |
| ۶    | مراغه   | ۱- بناجو، دیزج، ساتلمش سراجو، گاودول            | مراغه          |
| ۶    | مراغه   | ۲- میان‌دوآب، آجرلو، چهاردولی                    | مرحمت‌آباد      |
| ۶    | مراغه   | ۳- شاهین‌دژ، تیکان‌تپه، صفاخانه                   | شاهین‌دژ        |